# Lepthyphantes lagodekhensis
Lepthyphantes lagodekhensis este o specie de păianjeni din genul Lepthyphantes, familia Linyphiidae, descrisă de Tanasevitch, 1990. Conform Catalogue of Life specia Lepthyphantes lagodekhensis nu are subspecii cunoscute.